# 滨海大道 (哥本哈根)
滨海大道（丹麦语：Strandboulevarden） 是丹麦首都大区哥本哈根自治市厄斯特布罗区的一条城市主干路。因填海工程的缘故，现已不在海边。

## 知名建筑
- 滨海大道33号狮子山共和国驻丹麦王国大使馆
- 滨海大道49号原芬森研究所（丹麥語：Finseninstituttet）：该建筑曾为名为“芬森研究所（丹麥語：Finseninstituttet）”的医学研究机构，1921年启用。总设计师是戈特弗雷德·特维德（丹麥語：Gotfred Tvede）。该建筑曾于1937年扩建，此次扩建工程由卡伊·菲斯克（英语：Kay Fisker）和克里斯蒂安·弗雷德里克·默勒（英语：Christian Frederik Møller）共同主持设计。[1] 卡伊·菲斯克（英语：Kay Fisker）同时是1955年完工的滨海大道6号建筑的总设计师。[2]